# Kaiser-Friedrich-III.-Klasse
Die Kaiser-Friedrich-III.-Klasse (kurz auch: Kaiser-Friedrich-Klasse) war eine Klasse von fünf Einheitslinienschiffen der Kaiserlichen Marine, benannt nach Friedrich III. (1831–1888), deutschem Kaiser und König von Preußen. Die fünf einzelnen Schiffe bekamen ihre Namen nach den drei Kaisern des deutschen Kaiserreichs, Wilhelm I., Friedrich III. und Wilhelm II., sowie zwei berühmten Kaisern des Heiligen Römischen Reichs, Karls des Großen und Barbarossa. Ursprünglich als Kaiser-Klasse bezeichnet, firmierte sie ab dem Jahr 1911, dem Stapellauf des Typschiffs Kaiser der ab dato so benannten „neuen Kaiser-Klasse“ als „alte Kaiser-Klasse“ oder auch als Kaiser-Friedrich-Klasse.

## Entwurf
Konstruktiv gab es bei annähernd gleicher Verdrängung wie bei der vorhergehenden Brandenburg-Klasse deutliche Änderungen mit markant größeren Aufbauten, in Anlehnung an französische Vorbilder, und vor allem in der Bewaffnung aufgrund geänderter Sichtweisen bezüglich des Stellenwerts der Artillerie.

### Bewaffnung
Zusätzlich zu den beiden Doppeltürmen schwerer Artillerie, die erstmals aus Schnell-Ladekanonen bestand, wurde eine schneller feuernde Mittelartillerie eingebaut. Diese umfasste insgesamt 18 15-cm-Geschütze und sollte insbesondere die weniger geschützten Aufbauten des Gegners wie zum Beispiel die Brücke vor allem durch Brände zerstören. Die leichte Artillerie zur Bekämpfung von Torpedobooten umfasste zwölf 8,8-cm-Geschütze.
Die Geschütze der schweren Artillerie waren Schnell-Ladekanonen anstatt der herkömmlichen Mantelringkanonen mit 28 cm Kaliber wie bei der vorhergehendenBrandenburg-Klasse. Diese erbrachten trotz des mit 24 cm geringeren Kalibers bessere Schießleistungen in Kadenz, Reichweite und Durchschlagskraft. Die ersten beiden Schiffe der Klasse erhielten noch die älteren Geschütztürme C/1897, welche keine Munitionsaufzüge besaßen – die Geschosse und Ladungen wurden hier außerhalb des Turmes in einem gepanzerten Schacht gefördert. Die restlichen Schiffe erhielten hingegen bereits die neuen Türme C/1898 mit durchgehenden Munitionsaufzügen, die eine deutlich höhere Schussfolge erlaubten – statt zwei Schuss waren hier bis zu fünf Schuss pro Minute möglich.

### Panzerung
Die schmale Panzerung des Gürtels bestand aus einem verbesserten Kc-Stahl („Krupp cemented“) mit einer Stärke von bis zu 300 mm.

### Antrieb
Die Schiffe waren mit drei 3-Zyl. Verbunddampfmaschinen ausgestattet, (die jeweils eine Welle antrieben) und insgesamt 13.000 PS (9.560 kW) entwickelten, mit der sie eine Höchstgeschwindigkeit von 17,5 Knoten (32,4 km/h) erreichten. Die Schiffe konnten maximal 1.070 t Kohle mitführen, was ihnen bei 10 Knoten (19 km/h) eine Reichweite von 3.420 Seemeilen (6.330 km) ermöglichte. Die Besatzung der Schiffe bestand aus 651 Offizieren und Mannschaft.

## Einsatz und Verbleib
Alle Einheiten waren bis 1915 im Flottendienst, wobei die Kaiser Wilhelm II. bis 1906 als Flottenflaggschiff diente. Dann wurden sie von der moderneren Deutschland abgelöst. Die Schiffe wurden auf Grund ihrer unzureichenden Kampfkraft sowie wegen des schlechten Unterwasserschutzes ab 1915 stationär verwendet und desarmiert; die Geschütze wurden vorzugsweise wegen ihrer großen Reichweite als Eisenbahngeschütze an der Westfront eingesetzt. Die Schiffe selber wurden Auflieger, wobei Kaiser Wilhelm II. als Büroschiff des Flottenchefs in Wilhelmshaven diente. Die restlichen wurden Gefangenenschiffe in Wilhelmshaven und Kiel. Die Kaiser Wilhelm der Große wurde ab 1917 als Torpedoschießstandsschiff eingesetzt.
Am 6. Dezember 1919 wurden alle aus der Flottenliste gestrichen, mit Ausnahme der Kaiser Wilhelm II., die erst am 17. März 1921 ausgemustert wurde. Von 1920 bis 1922 wurden alle fünf bei deutschen Abwrackern verschrottet.

## Liste der Schiffe
| Name                     | Bauwerft                        | Kiellegung         | Stapellauf       | Indienststellung | Verbleib                                                            |
| ------------------------ | ------------------------------- | ------------------ | ---------------- | ---------------- | ------------------------------------------------------------------- |
| Kaiser Friedrich III.    | Kaiserliche Werft Wilhelmshaven | 1895               | 1. Juli 1896     | 7. Oktober 1898  | 1920 abgewrackt                                                     |
| Kaiser Wilhelm II.       | Kaiserliche Werft Wilhelmshaven | 1896               | 26. Oktober 1896 | 13. Februar 1900 | am 10. September 1920 außer Dienst gestellt und bis 1922 abgewrackt |
| Kaiser Wilhelm der Große | Germaniawerft, Kiel             | 22. Januar 1898    | 1. Juni 1899     | 5. Mai 1901      | 1920 abgewrackt                                                     |
| Kaiser Karl der Große    | Blohm & Voss, Hamburg           | 17. September 1898 | 19. Oktober 1899 | 4. Februar 1902  | 1920 abgewrackt                                                     |
| Kaiser Barbarossa        | Schichau-Werke, Danzig          | 3. August 1898     | 21. April 1900   | 10. Juni 1901    | am 19. November 1915 außer Dienst gestellt und ab 1920 abgewrackt   |